# Léon Humblot
Pour les articles homonymes, voir Humblot.
Léon Joseph Henry Humblot est un botaniste et naturaliste français né à Nancy le 3 juin 1852 et mort le 20 mars 1914 à Mitsamiouli (Grande Comore). Résident de la Grande Comore, il fut surnommé le « Sultan blanc ».

## Biographie
Léon Humblot est le fils d'un maraîcher de la place d'Alliance à Nancy. Il travaillait dans le jardin familial avec son grand-frère Eugène Humblot.
Sous la présidence de Mac Mahon, Humblot entre au muséum d'histoire naturelle de Paris. Le directeur du muséum, Edmond Frémy, souhaitait agrandir ses fonds d'archives. Ainsi, en 1878, Humblot est chargé d'une mission de recherches botaniques à Madagascar. Il y rassemble quelques espèces rares notamment des orchidées. En 1880, il rentre en France avec des collections pour le muséum.
En 1881, il épouse Gabrielle Legros, fille de Gabriel Legros, notaire à Épinay-sur-Orge, maire de cette localité et de Marie Levassor. Fort de son expérience à Madagascar, Humblot est chargé d'un voyage d'études aux Comores et sur la cote orientale de l'Afrique par Jules Méline, ministre de l'Agriculture en 1883. Il gagna Mayotte au début de l'année 1884 avant de débarquer à la Grande Comore (Ngazidja) le 5 septembre 1884 à bord du bateau Le Prophète.
Il signe l'année suivante avec le sultan de Bambao Said Ali bin Said Omar un traité daté du 4 novembre 1885 lui accordant toutes les terres qu'il désire en se substituant à l'État français, et se voit autorisé à utiliser des travailleurs à sa convenance, moyennant une redevance de 10 % des bénéfices. C'est le début d'une mainmise systématique sur l'île, qui jusqu'alors avait été déchirée par les rivalités innombrables des petits sultans locaux (Bambao, Itsandra, Badjini, etc.) En 1886, le gouvernement français impose à la Grande Comore des traités de protectorat, reconnaissant son droit de regard sur les affaires comoriennes.
En 1889, il met en place une compagnie coloniale, qui progressivement se ramifie dans toutes les îles de l'archipel et constitue un réseau d'exploitations agricoles (cocotiers, plantes à parfum) et d'entreprises intégrées verticalement (production agricole, usines de transformation, entreprises de vente en gros et détails, services divers) qui contrôlent toute l'activité économique comorienne : le système Humblot, favorisé par l'exiguïté du territoire et la passivité complice de l'administration, réalise la perfection et la caricature de la colonisation[réf. nécessaire].
Dès lors véritable potentat local, surnommé le « sultan blanc » il obtient le titre de résident le 17 novembre 1889 avec tous les avantages d'un Sultan.
Il perd son titre de résident le 5 juin 1896[Passage contradictoire] à la suite de la venue d'un administrateur de carrière envoyé par le gouvernement français aux Comores.
En parallèle de sa carrière d'industriel, de colon et de potentat, Léon Humblot conserva toute sa vie une fibre naturaliste héritée de sa formation au Muséum, où il envoya de nombreux spécimens parfois rares.
Vers la fin de sa vie, Humblot circulait de moins en moins, préférant rester chez lui à Nyumbadju. Le 20 mars 1914, il décède subitement d'une embolie à l'âge de 61 ans ; il est enterré aux plaines du Karthala. Il eut une longue descendance et nombre de ses petits-enfants habitent encore aujourd'hui Mitsamiouli au nord de la Grande Comore.

## Hommages
- Un héron de l'île de Madagascar se nomme le Héron de Humblot (Ardea humbloti).
- Un gobemouche vivant a proximité du volcan Karthala, dans les Comores, est nommé Gobemouche des Comores (Humboltia Flaviostris) en l'hommage de Léon Humblot[2].